# Ceratopsyche intrica
Ceratopsyche intrica är en nattsländeart som först beskrevs av Donald G. Denning 1965.  Ceratopsyche intrica ingår i släktet Ceratopsyche och familjen ryssjenattsländor. Inga underarter finns listade i Catalogue of Life.